# Ralph Cudworth
Ralph Cudworth, philosophe anglais né en 1617 à Aller dans le Somerset et mort le 26 juin 1688 à Cambridge, est un membre de l'école des Platoniciens de Cambridge. Il est en particulier connu pour être l'auteur en langue anglaise du néologisme consciousness, qui est repris par Locke (1632-1704) et traduit en français par conscience.
Il est d'abord recteur ou ministre d'une petite paroisse, devient en 1645 professeur d'hébreu à Cambridge, et en 1654 principal du collège du Christ dans la même université.

## Carrière universitaire

### Jeunesse, les Platoniciens de Cambridge
Il est le fils du Dr Ralph Cudworth (décédé en 1624), recteur d'Aller, ancien compagnon de l'Emmanuel College de Cambridge. À la mort de son père, sa mère épouse le révérend Dr Stoughton, qui donne à l'enfant une bonne éducation domestique. Cudworth est par la suite envoyé au college de feu son père, où il est élu compagnon en 1639, et y devient un tuteur respecté. En 1642, il publie A Discourse concerning the true Notion of the Lord's Supper (« Discours concernant la vraie Conception du Repas du Seigneur ») ainsi qu'un feuillet intitulé The Union of Christ and the Church (« l'Union du Christ et de l'Église »). En 1645, il est promu maître de Clare Hall (un des colleges de Cambridge) et la même année est élu professeur Regius d'hébreu. À compter de cette élection, il est reconnu comme un meneur au sein du remarquable groupe connu sous le nom des Platoniciens de Cambridge. L'équipe est plus ou moins partisan du Commonwealth, et Cudworth est consulté par John Thurloe (1616-1668), secrétaire d'Oliver Cromwell (1599-1658) auprès du conseil d'État, à propos des nominations à l'université et au sein du gouvernement.
Ses sermons, comme celui prononcé devant la Chambre des communes le 31 mars 1647, défendent des principes de tolérance religieuse et de charité. En 1650 il est présenté devant l'assemblée du college de North Cadbury, dans le Somerset. Le journal de son ami John Worthington nous apprend que Cudworth a été quasiment forcé, en raison d'une situation financière très précaire, de quitter cette université. Cependant il est élu maître au Christ’s College, où il se marie. En 1662 il est présenté au recteur d’Ashwell, Herts. En 1665 il manque se quereller avec son ami platonicien, Henry More (1614-1687), parce que ce dernier travaille sur un essai d'éthique dont Cudworth craint qu’il n’interfère avec ses traités déjà préparés sur le même sujet. Pour éviter le conflit, More sort son propre livre, Enchiridion ethicum, en latin. L’ouvrage de Cudworth quant à lui ne verra jamais le jour.

### Publications majeures et fin de vie
En 1678 il publie The True Intellectual System of the Universe: the first part, wherein all the reason and philosophy of atheism is confuted and its impossibility demonstrated (« Le Vrai Système Intellectuel de l’Univers : 1re partie, dans laquelle le raisonnement et la philosophie de l’athéisme se trouvent réfutés et son impossibilité démontrée » – l’imprimatur indique 1671). Aucune suite n’est donnée à cette première partie, peut-être à cause de la clameur théologique qui s’élève autour de l’ouvrage. Cudworth est fait prébendier de Gloucester en 1678. Il mourra le 26 juin 1688, et sa dépouille sera inhumée en la chapelle du Christ. Seule de ses enfants à lui avoir survécu, Damaris, une femme pieuse et pleine de talent, devient la seconde épouse de Francis Masham. Lady Masham est connue pour son amitié avec John Locke et ses échanges épistolaires avec Gottfried Wilhelm Leibniz. La plupart des travaux de Cudworth restent à l’état de manuscrits ; A Treatise concerning eternal and immuable Morality (« Traité concernant la Morale éternelle et immuable ») ne sera publié qu’en 1731 et A Treatise of Freewill (« Traité sur la Libre-pensée ») sera édité par John Allen en 1838. Les deux ouvrages sont à mettre en corrélation avec son grand’œuvre, Intellectual System.

## The True Intellectual System

### Une charge contre le déterminisme
Comme l’explique son auteur, Intellectual System provient d’un discours visant à réfuter l’idée de « nécessité fatale », ou déterminisme. Élargissant son plan, Cudworth se propose dans cet ouvrage de prouver trois points essentiels :
- l’existence de Dieu ;
- l’aspect naturel des distinctions morales et
- la réalité de la liberté humaine.

Cet ensemble constitue le système intellectuel de l’univers, à opposer au système physique. Son contrepoint est pour sa part constitué de trois faux principes, l’athéisme, le fatalisme religieux qui renvoie toute distinction morale à la volonté divine, et le fatalisme des anciens stoïciens qui reconnaissaient l’existence de Dieu tout en L’identifiant à la nature. Cudworth critique deux formes prédominantes d’athéisme matérialiste : l’atomisme, adopté par Démocrite, Épicure et Hobbes, et l’hylozoïsme attribué à Straton, qui explique toute chose par la présence supposée d’un système de vie auto-organisée à l’intérieur de la matière.
L’athéisme atomicien est pour lui de loin le plus important, ne serait-ce que parce qu’Hobbes, le grand antagoniste qui occupe les pensées de Cudworth, est supposé l’avoir défendu. Il émerge de la combinaison de deux principes, dont aucun n’est athée pris séparément et qui sont l’atomisme et le corpo-réalisme, doctrine enseignant que rien n’existe à part le corps [humain]. L’exemple du stoïcisme, comme l’indique Cudworth, montre que le corpo-réalisme peut être théiste.

### Une méthode controversée
Dans son exploration de l’histoire de l’atomisme, Cudworth fait montre d’une grande érudition. Il s’agit, dans son application purement physique, d’une théorie qu’il admet totalement ; il avance qu’il a été enseigné par Pythagore, Empédocle et, en fait, par presque tous les philosophes classiques, et que l’atomisme athée n’est qu’une perversion introduite par Démocrite. À l’origine, croit Cudworth, cette théorie aurait été émise avant la guerre de Troie par un penseur originaire de Sidon nommé Moschus ou Mochus, qui ne serait autre que le Moïse de l’Ancien Testament.
En ce qui concerne l’athéisme, la méthode de Cudworth consiste à trier les arguments athées de façon élaborée, si élaborée que Dryden dira qu’il [Cudworth] a levé tant d’objections à l’existence de Dieu et de la Providence que beaucoup pensent qu’il n’y a jamais répondu.
Enfin, dans son dernier chapitre, aussi long en lui-même qu’un traité ordinaire complet, Cudworth confronte ces arguments à tous les raisonnements que peut lui procurer sa propre lecture. Un sujet subordonné dans son livre, qui a beaucoup attiré l’attention à l’époque, est le concept du Médiateur Plastique, qui est plus ou moins une réminiscence du « Monde-Âme » de Platon, et est censé expliquer l’existence des lois de la nature sans tout ramener à l’opération directe de Dieu. Cela alimentera une longue controverse entre Pierre Bayle (1647-1706) et Jean Leclerc (1657-1736), le premier affirmant et le second, réfutant, que le Médiateur Plastique est favorable à l’athéisme.

### Intérêt historique
Aucun lecteur moderne ne saurait se lancer dans une lecture complète de l’Intellectual System, son seul intérêt résidant dans l’éclairage qu’il offre quant à l’état de la pensée religieuse après la Restauration, quand, ainsi que l’écrit Birch, « irreligion began to lift up its head (l’irréligion commença à réémerger »). L’ouvrage est extrêmement confus et prétentieux, rempli de digressions, ses arguments noyés sous des masses d’érudition fantasque et subjective. Tout ceci constitue le travail d’un esprit vigoureux, mais montrant un défaut d’originalité. Comme le dit Bolingbroke, « [Cudworth] read too much to think enough, and admired too much to think freely (Cudworth lisait trop pour pouvoir penser assez, et admirait trop pour pouvoir penser librement) ». Il n’est pas étonnant, ni si grave que la procrastination naturelle, ou la clameur causée par sa façon candide de traiter de l’athéisme et par certaines tendances à l’hérésie — détectées par des critiques orthodoxes dans sa vision de la Trinité —, aient incité Cudworth à laisser son travail inachevé.

## Autres travaux
Un jugement bien plus favorable peut être rendu à propos de son court Treatise on eternal and immuable Morality, qui mérite d’être lu par ceux qui s’intéressent au développement historique de la philosophie morale britannique. C’est une réponse à la fameuse doctrine de Hobbes selon laquelle les distinctions morales sont créées par l’état, une réponse donnée en se basant sur le point de vue platonicien. Tout comme la connaissance contient un élément permanent et intelligible qui se place au-dessus des sentiments-impressions, ainsi existe-t-il aussi des idées éternelles et immuables de moralité. Les idées de Cudworth, tout comme celles de Platon, possèdent une « entité personnelle constante et infaillible », ainsi qu’on le peut observer dans les figures géométriques ; cependant, contrairement à Platon, elles existent dans l’esprit de Dieu, d’où elles sont communiquées à des compréhensions limitées (à l’homme). Ainsi « it is evident that wisdom, knowledge and understanding are eternal and self-subsistent things, superior to matter and all sensible things, and independent upon them » (« il est évident que la sagesse, la connaissance et la compréhension sont des choses éternelles autosubsistantes, supérieures à la matière et à toutes les choses sensibles, et indépendantes au-dessus d’elles ») et qu’il en va de même du bien et du mal moraux. Cudworth s’arrête sur ce point ; il n’essaie pas de donner une liste d’Idées Morales. Indubitablement, la faiblesse cardinale de cette forme d’institutionnalisme vient de ce qu’aucune liste satisfaisante ne puisse être donnée et qu’aucun principe moral n’ait l’« entité personnelle constante et infaillible » - ou l’aspect définitif - des figures géométriques. Henry More, dans son Enchiridion ethicum, tente d’énumérer les noemata moralia, mais loin de tomber sous le sens, la plupart de ses axiomes moraux sont sujets à controverse.

### Quelques publications de Cudworth
- Collected works of Ralph Cudworth, facsimile editions, prepared by Bernhard Fabian, published by G. Olms in Hildesheim, New York, 1977
  - v. 1. The true intellectual system of the universe (1678)
  - v. 2. A treatise concerning eternal and immutable morality (1731), A treatise of freewill (1838).
- The Intellectual system of the universe. The first part, wherein all the reason and philosophy of atheism is confuded and its impossibility demonstrated (R. Royston, Londres, 1678), fac-similé Stuttgart 1964.
  - Traduction latine : The Intellectual System a été traduit en latin par Johann Lorenz von Mosheim (Systema intellectuale hujus universi, seu de Veris naturae rerum originibus commentarii..., Meyer, Iéna, 1733), et agrémenté de notes et dissertations qui furent elles-mêmes traduites en anglais dans l’édition de J. Harrison (1845).
- A Treatise concerning eternal and immutable morality (J. and J. Knapton, Londres, 1731).
  - Traduction française : Traité de morale et Traité du libre arbitre, trad. Jean-Louis Breteau, PUF, 1998, 377 p.
- A Treatise of Freewill (1838).
  - Traduction française : Traité de morale et Traité du libre arbitre, trad. Jean-Louis Breteau, PUF, 1998, 377 p.

### Études sur Cudworth
- L. Bergemann, Ralph Cudworth - System aus Transformation. Zur Naturphilosophie der Cambridge Platonists und ihrer Methode, Berlin/Boston 2012
- T. Birch, Acount, apud Cudworth, Works, Oxford, 4 vol., 1829. C'est la principale source bibliographique.
- J. A. Passmore, Ralph Cudworth: An interpretation, Cambridge University Press, 1951, 120 p.
- J. Tulloch, Rational Theology, vol. II.
- Paul Janet, Essai sur le médiateur plastique de Cudworth, Librairie philosophique de Ladrange, 1860 .
- W. R. Scott, Introduction to Cudworht’s Treatise.
- J. Martineau, Types of Ethical Theory, vol. II.
- J. Jacquot, "Le platonisme de Cudworth", Revue philosophique, 89, 1964, p. 29-44.